# Attilio Pavesi
Attilio Pavesi (Caorso, 1910. október 1. – Buenos Aires, 2011. augusztus 2.) olimpiai bajnok olasz  országútikerékpár-versenyző. Két aranyérmet nyert az 1932-es nyári olimpián.
Olimpiai győzelmei után profi karrierbe kezdett, de az egyetlen jelentős sikere csak egy szakaszgyőzelem volt az 1934-es toszkánai körversenyen. A második világháború kezdetekor Argentínába emigrált, ott is halt meg közel 101 éves korában.
Halála előtt egy ideig ő volt a világon élő legidősebb olimpiai bajnok. Halálát követően ez a cím Tarics Sándorra szállt.